# Forty v Olomouci
Forty v Olomouci jsou unikátní soustavou opevnění někdejší Pevnosti Olomouc, která byla postupně vybudována v 16.–19. století. Převážná část fortů vznikla v několika vlnách v průběhu 19. století. Fortifikace města Olomouce byla součástí strategického plánu císařovny Marie Terezie. V 19. století bylo vybudováno celkem 17 fortů, které měly sloužit k hájení královského města Olomouc, jenž se důsledkem válečných výpadů stalo hraničním městem monarchie.

## Historie fortifikace města
Jednotlivé forty vznikaly ve dvou historických obdobích. V samotném historickém centru města, které bylo opevněno hradební zdí, zůstala součástí opevnění tzv. Korunní pevnůstka, která začala být budována v roce 1754 a následně sloužila jako hlavní vstup do města. Samotné forty vznikaly postupně v průběhu 19. století. Nejprve vznikly v letech 1839–1846 tzv. forty předsunuté obrany, které měly bránit Olomouc ze západu – Tabulový vrch a Šibeniční vrch. Následně začaly být od roku 1850 budovány forty jako součást fortového věnce. Jednalo se o unikátní projekt plukovníka Juliuse von Wurmba, jehož cílem bylo proměnit Olomouc z pevnosti bastionové podle projektu Bechada de Rochepina na pevnost fortovou (táborovou). Projekt byl dokončen v roce 1850 a v první fázi měly být postaveny čtyři forty, které vznikaly v letech 1854–1857.
Poslední fáze budování pevnosti měla proběhnout mezi roky 1871–1876. Z navrhované předsunuté pevnosti na Svatém Kopečku, kterou vyprojektoval projektant kapitán Karel rytíř von Peche, pak byl vybudován pouze Fort Radíkov.

## Jednotlivé forty
V Olomouci a okolí se zachovalo osm fortů ze systému pevnosti a dva starší objekty.

### Existující olomoucké forty

#### Fort II Chválkovice

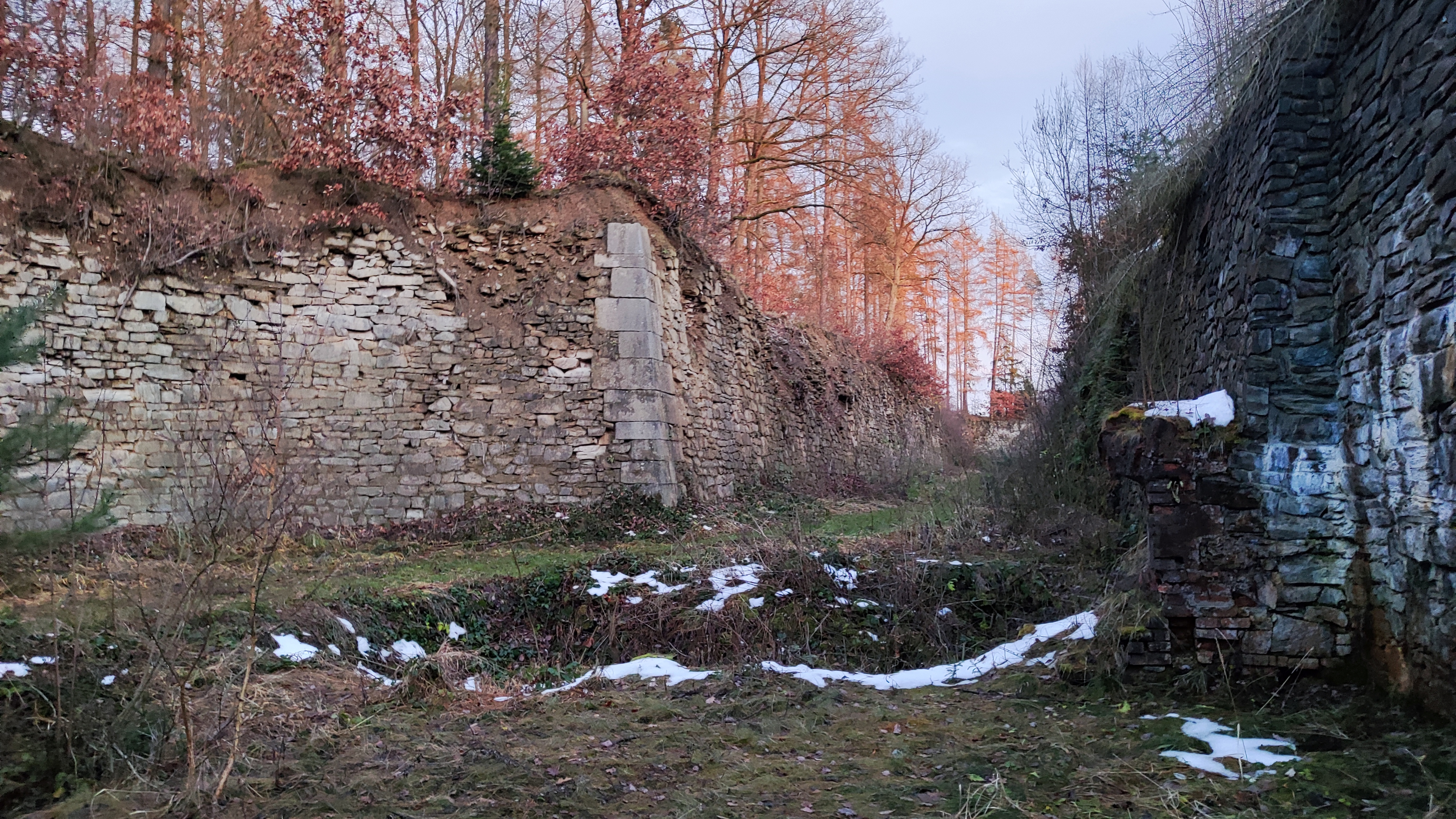
Ochranná zeď Fortu Radíkov

Fort II v místní části Chválkovice je nemovitou kulturní památkou (rejstříkové číslo ÚSKP 14751/8-1719), která historicky chránila Olomouc ze severu. Jeho výstavba probíhala v letech 1854–1857, autorem projektu byl plukovník Julius von Wurmb. Jedná se o konstrukčně totožný fort, jako jsou forty XX v Křelově a XXII v Černovíře.

#### Fort IV Bystrovany
Fort IV v místní části Bystrovany je nemovitou kulturní památkou (rejstříkové číslo ÚSKP 42054/8-1720), v současnosti v rukou soukromého vlastníka, který ji odkoupil od Armády ČR. Jedná se o atypický osmiúhelníkový fort, jediný svého druhu. Fort je mohutným pevnostním objektem vystavěným na osmiúhelníkovém půdorysu, s atypickým vyseknutím v týle objektu. Jádro fortu tvoří válcový kasárenský objekt (reduit) s vnitřním dvorem, který mohl ubytovat posádku o počtu 300 mužů, v roce 1866, tedy v době prusko-rakouské války až 492 vojáků. Bystrovanská pevnůstka patřila mezi nejvíce vyzbrojené objekty předsunutého věnce pevnůstek.

#### Fort XI Nemilany
Fort XI v místní části Nemilany je nemovitou kulturní památkou (rejstříkové číslo ÚSKP 26836/8-1722), která je v zachovalém stavu, nicméně patří soukromému majiteli. Konstrukčně je shodný s pevnostmi XIII, XV a XVII.

#### Fort XIII Nová Ulice
Fort XIII v místní části Nová ulice je nemovitou kulturní památkou (rejstříkové číslo ÚSKP 37376/8-1717), která byla zbudována jako součást prvních čtyř objektů fortového opevnění. Fort XIII byl typově velmi podobný s dalšími současně budovanými forty, a to s fortem číslo XI ve Slavoníně, XV v Neředíně a XVII v Křelově. Tyto čtyři forty bránily západní a jihozápadní přístupy k městu Olomouci a byly to jedny z nejmohutnějších objektů celého pevnostního systému.

#### Fort XV Neředín
Neředínský Fort XV je řazen mezi nemovité kulturní památky (rejstříkové číslo ÚSKP 27455/8-1723) a patří k zachovalým fortům, které jsou v soukromém vlastnictví. Byl vystavěn jako součást první vlny čtyř fortů v roce 1853. Stavbu prováděla soukromá stavební společnost bratří Kleinů pod dozorem pevnostního inženýra kapitána Otto Gemmingena a později kapitána Edlera von Eckwehra. V současnosti slouží jako hřiště pro paintball.

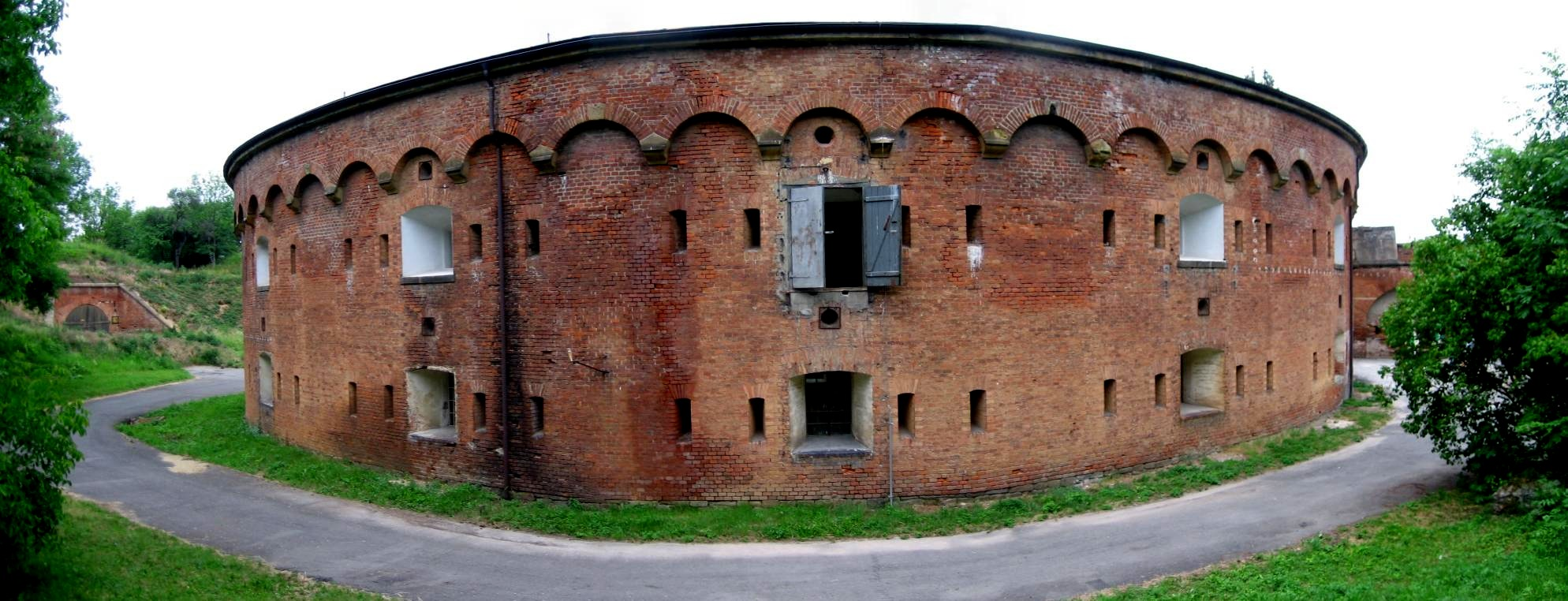
Fort Křelov

#### Fort XVII Křelov
Fort Křelov je nemovitou kulturní památkou (rejstříkové číslo ÚSKP 28993/8-1724), která v současnosti slouží jako restaurace Citadela.

#### Fort XX Křelov
Nemovitá kulturní památka (rejstříkové číslo ÚSKP 14189/8-1725) druhého fortu v Křelově spadá do druhé fáze výstavby fortifikace města v letech 1854–1857. Dílčí úpravy byly provedeny v roce 1866. V roce 1877 do fortu uhodil blesk, ale nezpůsobil žádné vážné škody. Fort patří soukromé společnosti a je nepřístupný.

#### Fort XXII Černovír

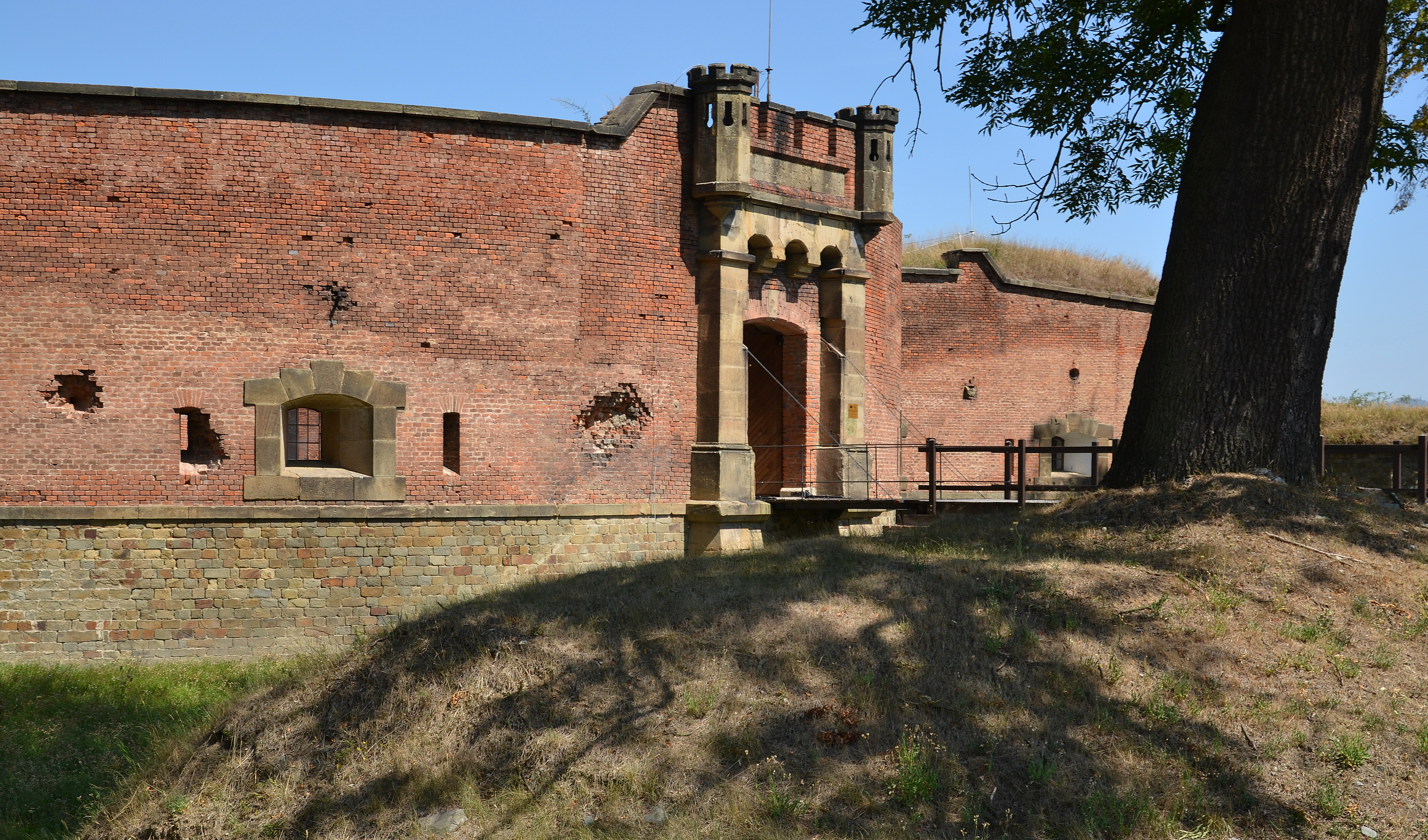
Fort Černovír

Jedná se o tzv. „lazecký“ fort v Černovíru, který je nemovitou kulturní památkou (rejstříkové číslo ÚSKP 15080/8-1726). Začal být budován v roce 1854, tedy v době přípravy na válku, a měl sloužit především jako palebné krytí pro forty I a XX.

### Předsunuté forty (fest Svatý kopeček)
Po roce 1871 měla být postavena další skupina tzv. předsunutých fortů na Svatém Kopečku. Patřily mezi ně Fort č. I Toveř, č. II. Radíkov, č. III. Lošov a č. IV. Droždín a dvě dělostřelecké baterie označované A a B. Jako jediný z nich byl nakonec postaven fort Radíkov v letech 1871 až 1876. Zbývající forty byly přeprojektovány na jednodušší stavby, které se měly urychleně realizovat až v případě válečné hrozby, k čemuž již do zrušení Pevnosti Olomouc nedošlo.

### Zaniklé olomoucké forty

#### Fort I Černovír
Jedná se o dvojitou pevnůstku na obou stranách současné železniční dráhy Olomouc – Praha, kterou v současnosti připomíná pouze vyvýšený terén.

#### Fort VIII Holice
Fort VIII v místní části Holice na jihovýchodě Olomouce je nemovitou kulturní památkou (rejstříkové číslo ÚSKP 23725/8-1721), která již není patrná a místo slouží k rekreaci a občerstvení.

#### Fort XVIII Dílový vrch
Jedná se o zaniklý fort s pohnutou historií. Byl postaven v roce 1866 nedaleko obce Křelov v místě tzv. Dílového vrchu. V roce 1867 bylo rozhodnuto o přestavbě do permanentní podoby. K přestavbě došlo v letech 1867–1870, tedy v době obléhání. Pevnost měla strategickou polohu a byla významným obranným prvkem na severozápadě města. V rámci rekonstrukce v roce 1875 byl poprvé použit nový stavební prvek: beton. Po zrušení pevnostního statusu v roce 1886 zde byly testovány trhaviny a výbušniny, které měly za následek zničení pevnosti. Zbylý materiál i pozemky byly odprodány.

### Starší opevnění

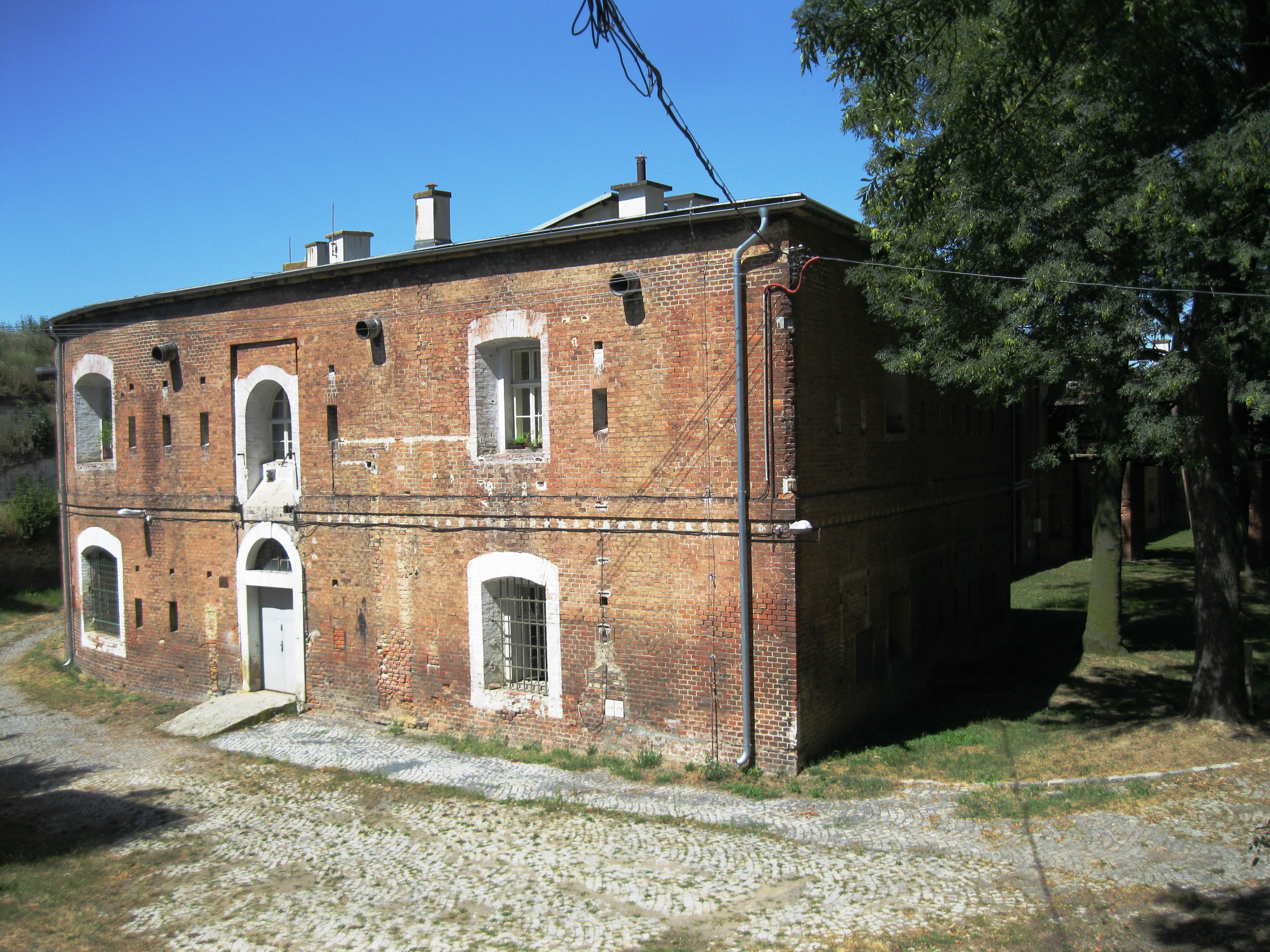
Pevnost Tabulový vrch

Mezi forty se řadí i dvě pevnůstky (Fort Tabulový vrch a Fort Šibeniční vrch), které ale de facto nejsou součástí fortové pevnosti a vznikly jako rozšíření staršího systému opevnění po úspěšném ukončení obléhání Olomouce v roce 1758.

#### Fort Tabulový vrch
Pevnost na Tabulovém Vrchu je nemovitou kulturní památkou (rejstříkové číslo ÚSKP 23652/8-1728), která spadá do první fáze opevnění Olomouce a dnes slouží jako archiv Fakultní nemocnice Olomouc. Je veřejnosti nepřístupná.

#### Fort Šibeniční vrch
Pevnost Šibeniční vrch v místě zvaném Šibeník je nemovitou kulturní památkou (rejstříkové číslo ÚSKP 104985), která je v rukou soukromého vlastníka a prochází významnou rekonstrukcí celého areálu. Fort byl postaven v letech 1839–1846 podle návrhu, který vypracoval v roce 1834 plukovník Camillo Vacani z Generálního ženijního ředitelství ve Vídni. V letech 1944–1945 byl přebudováván nacistickou armádou na protiletecké kryty, mimo jiné propojením podzemních tunelů. V roce 1949 sem byl umístěn provoz Vojenského opravárenského podniku, který byl zrušen až v 90. letech. Po následné privatizaci zde sídlila řada firem, které objekt necitlivě upravily.

### Související stránky
- Pevnost Olomouc
- Bastionové opevnění
- Fortové opevnění